# EC XV de Jaú
XV de Novembro Jaú – brazylijski klub piłkarski z siedzibą w mieście Jaú leżącym w stanie São Paulo.

## Osiągnięcia
- Mistrz II ligi stanu São Paulo (Campeonato Paulista Série A2) (2): 1951, 1976

## Historia
Klub założony został 15 listopada 1924 pod nazwą Esporte Clube XV de Novembro. Założycielami klubu byli: José Piragine Sobrinho, Hermínio Cappabianca i inni sportowcy.
W 1951 XV de Jaú wygrał drugą ligę stanową pokonując w finale klub Linense z miasta Lins. Jako mistrz drugiej ligi XV de Jaú rozegrał baraż z ostatnim klubem pierwszej ligi stanowej - Jabaquara. Po wygraniu pierwszego meczu XV de Jaú przegrał drugie spotkanie i konieczny był trzeci mecz, który XV de Jaú wygrał, uzyskując pierwszy w dziejach klubu awans do pierwszej ligi.
W 1976 klub drugi raz zdobył mistrzostwo drugiej ligi stanu São Paulo.
W 1979 XV de Jaú po raz pierwszy zagrał w I lidze brazylijskiej (Campeonato Brasileiro Série A), plasując się ostatecznie na 56. miejscu.
W 1982 XV de Jaú ponownie zagrał w pierwszej lidze brazylijskiej, gdzie spisał się bardzo dobrze, zajmując w końcowej klasyfikacji 20. miejsce i zostawiając w tyle takie kluby jak SC Internacional, Cruzeiro EC czy Athletico Paranaense.
W 1988 klub wziął udział w rozgrywkach trzeciej ligi brazylijskiej (Campeonato Brasileiro Série C), jednak odpadł już w pierwszym etapie zajmując ostatnie miejsce w swojej grupie.